# Karl von Czyhlarz

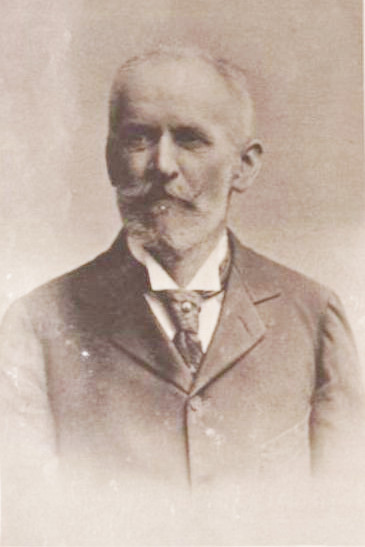
Karl Ritter von Czyhlarz

Karl Czyhlarz oder Karel Čihlář, ab 1878 Ritter von Czyhlarz (* 17. August 1833 in Lobositz, Nordböhmen; † 21. Juli 1914 in Wien) war ein böhmisch-österreichischer Jurist und Politiker.

## Leben
Karl Czyhlarz studierte Rechtswissenschaft an der Karls-Ferdinands-Universität Prag (Promotion 1856, Habilitation 1858). Er lehrte Römisches Recht an der Prager Universität von 1863 bis 1892 und an der Universität Wien von 1892 bis 1904 und führte die quellenkritische Methode in die Behandlung des Römischen Rechts ein.
Czyhlarz war Abgeordneter zum böhmischen Landtag (1866–1886) und ab 1895 Mitglied des Herrenhauses, das Oberhaus des österreichischen Reichsrates. Er wurde mit Verleihung des Eisernen Kronen-Ordens 3. Klasse am 1. Januar 1878 mit Diplom vom 2. August 1878 in den österreichischen Ritterstand erhoben.
Czyhlarz war Mitglied der Prager Universitäts-Sängerschaft „Barden“ (heute zu München), der Hauskorporation der Karl-Ferdinands-Universität, deren Rektor er 1876/1877 war.

## Schriften
- Lehrbuch der Institutionen des römischen Rechts, 19, 1933